# Úpohlavy
Úpohlavy település Csehországban, a Litoměřicei járásban. Úpohlavy Slatina, Třebenice, Chodovlice, Jenčice, Černiv, Čížkovice és Sedlec településekkel határos. Lakosainak száma 285 fő (2024. január 1.).

## Népesség
A település lakosságának változását az alábbi diagram mutatja:
| Lakosok száma | 266  | 325  | 366  | 316  | 225  | 233  | 263  | 251  | 270  | 285  |
|               | 1869 | 1890 | 1921 | 1950 | 1980 | 2001 | 2017 | 2019 | 2022 | 2024 |